# 蓮華伝説アスラ
『蓮華伝説アスラ』（れんげでんせつアスラ）は、菊池としをによる日本の漫画。講談社『少年マガジンスペシャル』に連載されていた。単行本は全5巻が講談社 KCデラックスコミックスから発売。殺戮劇に巻き込まれ、宇宙（気）を凝縮した光子体（アスラ）として蘇った飛鳥仁が主人公。2巻目の表紙の絵の通り飛鳥仁の姿は日本では一般的に三面六臂の姿として現す「阿修羅」でもインド神話の「アスラ」でもなく一面六臂で背中に白色の天使のような翼をもつ。ジャンルはオカルトコミック。

## あらすじ
1巻
無間界で眠りから目覚めた邪鬼たちは東京を襲撃し、その場にいた少年・飛鳥仁が巻き込まれて死亡する。
その時、宇宙（気）を凝縮した光子体（アスラ）が仁と共鳴し、彼を蓮華王アスラとしてよみがえらせる。
2巻
戦いの中で友を失った仁は、邪鬼の帝王・ジーヴァと対峙する。
3巻
ジーヴァの破壊力は、「絶対無」となった篠原初美の無の気により弱まり、ジーヴァは次の世界征服の機会のために眠りについた。だが、何者かが彼を眠りから覚まそうとしていた。
4巻
ジーヴァの復活を察知した仁と初美は、邪鬼のせん滅を目指すある人物と出会う。神を名乗り、人々にあがめられるその人は、ジーヴァその人だった。
5巻
ジーヴァは負の感情から生まれる悪想念エネルギーを用いて新たなる世界の構築を目指すが、アスラは地球を混乱に陥れるだけだとしてジーヴァを止めようとする。

## 登場人物
飛鳥仁（あすかじん）/蓮華王アスラ
本作の主人公。
篠原 初美（しのはら はつみ）
ジーヴァ
邪鬼の帝王であると同時に破壊神でもある存在。

## 書誌情報
- 菊池としを 『蓮華伝説アスラ』 講談社〈KCデラックス〉、全5巻（電子書籍版は 2016年7月29日に発売・配信）
  1. 1986年 9月22日[2]、ISBN 978-4-06-103729-8
  2. 1986年10月22日[3]、ISBN 978-4-06-103730-4
  3. 1986年12月15日[4]、ISBN 978-4-06-103753-3
  4. 1987年 7月21日[5]、ISBN 978-4-06-103754-0
  5. 1987年12月16日[6]、ISBN 978-4-06-103755-7